# 지연 확산
지연 확산(Delay Spread)이란 무선 전파의 다중경로(Multipath)환경에서 각각 다른 경로를 거치게 된, 첫 번째 수신된 전파와 그 다음 반사되어 오는 수신전파 사이에 지연된 시간을 말한다.

## 특징
지연확산은 마이크로초(us)단위를 가진다. 디지털 통신시스템에서 지연확산이 심볼구간(디지털 파형 지속구간)보다 크게 되면 심각한 ISI (Inter Symbol interference: 심볼간 간섭)에 의한 왜곡을 겪게 된다. 
더욱이 속도가 높아질수록 심볼구간이 작아지므로 ISI는 더욱 심각해진다. 이때문에 등화와 같은 보상 수신 기법 등이 필요하게 된다.
지연 확산은 주파수별로 선택적으로 나타나게 되는 주파수 선택적 페이딩 (Frequency Selective Fading)을 일으킨다.